# Martín Gastón Leva
Martín Gastón Leva (Rufino, Provincia de Santa Fe, Argentina, 9 de febrero de 1979) es un exfutbolista argentino. 
Fue un jugador reconocido que pasó por varios equipos de Argentina, en total 16 equipos. Actualmente es director técnico del equipo Atlético San Basilio que
disputa la Liga Regional de Rio Cuarto.

## Clubes
| Club                            | País      | Año       |
| ------------------------------- | --------- | --------- |
| Newell's Old Boys               | Argentina | 1997-1998 |
| Argentino de Rosario            | Argentina | 1998-1999 |
| Platense                        | Argentina | 2000-2002 |
| El Porvenir                     | Argentina | 2002-2003 |
| Instituto                       | Argentina | 2003-2004 |
| The Strongest                   | Bolivia   | 2004-2005 |
| Flandria                        | Argentina | 2006-2007 |
| Atlético Tucumán                | Argentina | 2007-2008 |
| Racing de Córdoba               | Argentina | 2008      |
| Juventud Unida Universitario    | Argentina | 2009      |
| Unión San Felipe                | Chile     | 2010      |
| Club Sportivo Desamparados      | Argentina | 2010      |
| Asociación Atlética Estudiantes | Argentina | 2011-2012 |
| Sportivo Estudiantes            | Argentina | 2012      |
| Alianza de Coronel Moldes       | Argentina | 2013      |
| Jorge Newbery de Villa Mercedes | Argentina | 2013-2015 |

## Palmarés

### Campeonatos nacionales
| Título                             | Club                 | País      | Año     |
| ---------------------------------- | -------------------- | --------- | ------- |
| Primera B Metropolitana (Clausura) | Argentino de Rosario | Argentina | 1998    |
| Primera B Metropolitana (Apertura) | Argentino de Rosario | Argentina | 1999    |
| Primera B Nacional                 | Instituto            | Argentina | 2004    |
| Torneo Argentino A                 | Atlético Tucumán     | Argentina | 2007/08 |
| TDI 2012                           | Sportivo Estudiantes | Argentina | 2012    |